# Pisignano (Cervia)
Pisignano (Pisgnén in romagnolo) è una frazione del comune di Cervia, in provincia di Ravenna. Comprende la zona occidentale del comune e confina a nord con Castiglione, a sud-est con Villa Inferno e a ovest con il comune di Cesena.

## Storia
Sorse a margine dell'area centuriata che si estende fra Cesena e Cervia (conservatasi fino ad oggi), sull'attuale via Confine che segna probabilmente un antico tracciato della via costiera Popilia. Il toponimo deriva probabilmente da un nome gentilizio molto comune nella penisola italica: Pis(s)inius o Pisenius.
Non vi sono informazioni certe sulla nascita dell'abitato, mentre è nota fin dal X secolo la Pieve di Santo Stefano, l'edificio sacro più antico dell'attuale territorio cervese, che sorge in un luogo che fu un insediamento romano votato al dio Mitra, di cui è testimonianza un cippo militare antistante la chiesa. La pieve costituiva il principale fulcro della vita religiosa e sociale per un territorio che, all'epoca del riordino delle comunità cristiane del IX secolo, comprendeva, oltre all'odierno territorio di Pisignano, anche quello di Cannuzzo e Castiglione, Mensa oltre il fiume Savio ed il territorio verso il mare sino alla tenuta Ragazzena.
Utilizzata come zona adatta all'agricoltura, a differenza della zona attorno alle saline, Pisignano risentiva della proprietà legata a monasteri del ravennate e nobiltà forestiera; per questo motivo solo dopo le confische dei beni ecclesiastici tra il 1797 ed il 1799 e la formazione di un ceto locale di proprietari terrieri, i terreni agricoli a piantata iniziarono a soppiantare la rilevante presenza di arativo nudo e prativo che all'inizio del XIX secolo copriva ancora oltre il 46% del territorio.
Con l'avvento della coltura del riso intorno alla metà del XIX secolo, Pisignano assieme alle altre frazioni comunali arrivò a contare 1.300 ettari di risaie, mal tollerate dalla Magistratura cittadina che vedeva la loro presenza come fonte di possibili problemi di coesistenza con le saline e, in un successivo momento, problemi sociali legati allo sfruttamento dei braccianti nelle risaie, che andavano a sostituire il contratto di mezzadria presente sul territorio da secoli. I braccianti portarono più volte le loro proteste a partire dall'inverno tra il 1854 ed il 1855 fino agli anni '20 del novecento al cospetto del governo della città, ma è ormai assodato che le risaie furono un motore di modernizzazione per il comune, e di uscita dall'isolamento economico dovuto alla produzione del sale.

## Monumenti e luoghi d'interesse

### Pieve di Santo Stefano

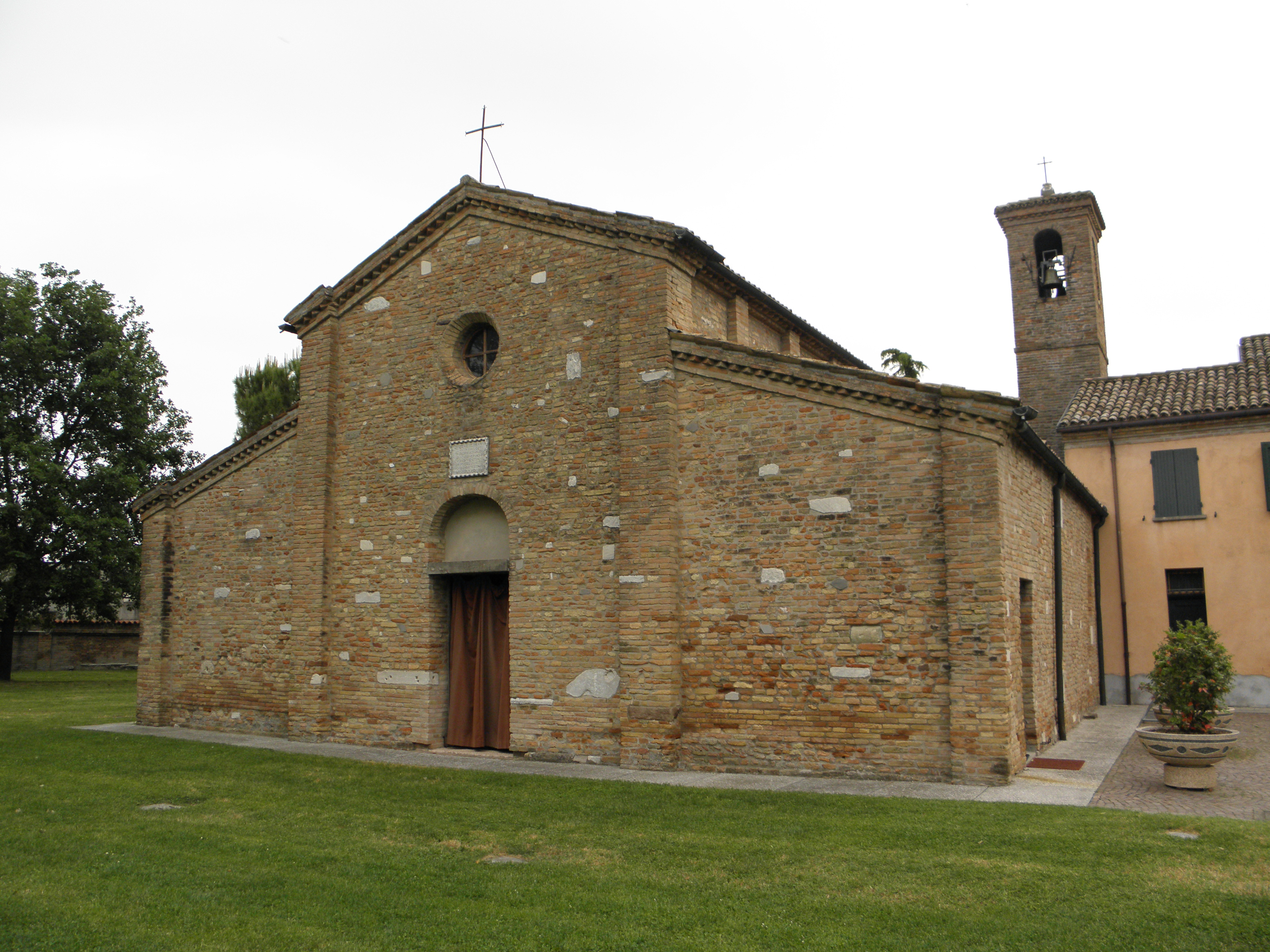
Pieve di Santo Stefano

Questa chiesa è l'edificio sacro più antico del territorio cervese tra quelli tuttora in funzione. Menzionata già nell'anno 977, fu riedificata nel 1521 sulle rovine della pieve preesistente, gravemente danneggiata da orde di soldatesche sbandate dopo la battaglia di Ravenna del 1512. La chiesa ebbe la consacrazione a Santo Stefano nel 1527.

## Infrastrutture e trasporti

### Aeroporti
L'aeroporto di Cervia-Pisignano è un aeroporto militare sede dal 5 ottobre 2010 del 15º Stormo dell'Aeronautica Militare Italiana.